# L-Unverfälschtheit
Die L-Unverfälschtheit ist in der Schätztheorie, einem Teilgebiet der mathematischen Statistik, eine Eigenschaft eines Punktschätzers. Sie verallgemeinert die Erwartungstreue und enthält als weiteren Spezialfall die Median-Unverfälschtheit. Die Verallgemeinerung findet über die Verwendung einer allgemeinen Verlustfunktion statt.

## Definition
Gegeben seien ein statistisches Modell {\displaystyle (X,{\mathcal {A}},(P_{\vartheta })_{\vartheta \in \Theta })} sowie eine Verlustfunktion {\displaystyle L(\cdot ;\cdot )}.
Es sei
{\displaystyle R_{P_{\vartheta _{0}}}(\vartheta ,S)=\int _{X}L(g(\vartheta );S)\mathrm {d} P_{\vartheta _{0}}}
das Risiko des Punktschätzers {\displaystyle S} an der Stelle {\displaystyle \vartheta }, gemessen bezüglich {\displaystyle P_{\vartheta _{0}}}
Dann heißt ein Schätzer {\displaystyle S} L-unverfälscht, wenn für alle {\displaystyle \vartheta _{0}\in \Theta } gilt:
{\displaystyle R_{P_{\vartheta _{0}}}(\vartheta _{0},S)\leq R_{P_{\vartheta _{0}}}(\vartheta ,S)}   für alle   {\displaystyle \vartheta \in \Theta }.
L-unverfälschte Schätzer liegen also bezüglich der Verlustfunktion L, gemessen mit {\displaystyle P_{\vartheta _{0}}}, näher an dem Wert {\displaystyle g(\vartheta _{0})} als an jedem weiteren Wert {\displaystyle g(\vartheta )}.

## Beispiele

### Gauß-Verlust
Wählt man als Verlustfunktion den Gauß-Verlust
{\displaystyle L(\vartheta ;a)=(g(\vartheta )-a)^{2}},
so ist {\displaystyle S\in L^{2}((P_{\vartheta })_{\vartheta \in \Theta })} (siehe Lp-Raum) genau dann L-unverfälscht, wenn {\displaystyle S} ein erwartungstreuer Schätzer für {\displaystyle g} ist.

### Laplace-Verlust und Median-Unverfälschtheit
Wählt man als Verlustfunktion den Laplace-Verlust
{\displaystyle L(\vartheta ;a)=|g(\vartheta )-a|},
so ist {\displaystyle S} genau dann L-unverfälscht, wenn {\displaystyle S} Median-unverfälscht ist, das heißt, es gilt für alle {\displaystyle \vartheta \in \Theta }
{\displaystyle P_{\vartheta }(S\geq g(\vartheta ))\geq {\frac {1}{2}}}   und   {\displaystyle P_{\vartheta }(S\leq g(\vartheta ))\geq {\frac {1}{2}}}.